# Zeuzerilia tricolor
Zeuzerilia tricolor är en stekelart som beskrevs av Van Achterberg 1989. Zeuzerilia tricolor ingår i släktet Zeuzerilia och familjen bracksteklar. Inga underarter finns listade i Catalogue of Life.